# Проскурівський ґебіт
Проску́рівський ґебі́т (нім. Kreisgebiet Proskurow «Проскурівська округа») — адміністративно-територіальна одиниця генеральної округи Волинь-Поділля Райхскомісаріату Україна з центром у Проскурові, що існувала протягом німецької окупації Української РСР.

## Історія
22 червня 1941 р. гітлерівська Німеччина напала на Радянський Союз. 8 липня 1941 року у Проскурів увійшли нацистські війська. 17 липня 1941 р. для загарбаних радянських територій Гітлер утворив Міністерство окупованих східних областей, на чолі якого поставив Розенберга. 20 серпня з більшості захоплених українських земель створено райхскомісаріат Україна. 1 вересня 1941 року опівдні утворено генеральну округу Брест-Литовський. У цей самий день і час на території міста Проскурів та Волочиського, Проскурівського, Фельштинського і Чорно-Острівського районів Кам'янець-Подільської області утворено Проскурівський гебіт. 1 січня 1942 р. генеральну округу Брест-Литовський було перейменовано на генеральну округу Волинь-Поділля. 
З 30 вересня 1941 у Проскурові почала виходити газета «Український голос». Будучи органом окружної управи та міської управи Проскурова, видання, природно, було рупором німецької окупаційної влади, але друкувало й деякі суто українські матеріали, очевидно, щоб прихилити на свій бік населення.

## Адміністративно-територіальний поділ
Станом на 1 вересня 1943 р. Проскурівський ґебіт поділявся на 5 районів: міський район Проскурів (нім. Rayon Proskurow-Stadt), район Волочиськ (нім. Rayon Wolotschisk) сільський район Проскурів (нім. Rayon Proskurow-Land), район Фельштин (нім. Rayon Felschtin), район Чорний Острів (нім. Rayon Tscherny Ostrow) — які, відповідно, збігалися межами з довоєнними межами міста Кам'янець-Подільський та чотирма радянськими районами: Волочиським, Проскурівським, Фельштинським та Чорно-Острівським.

## Адміністративний апарат
Керівні посади на рівні ґебіту займали переважно німецькі чиновники. Представників місцевого населення приймали лише на низові посади (діловодів, перекладачів, прибиральниць). Окрім органів німецької цивільної адміністрації, окупаційна влада сформувала систему місцевого самоврядування: обласні, районові, міські, волосні та сільські управи, керівниками яких гітлерівці призначали українців. 
Від керівника районової управи вимагалося виконання всіх наказів і розпоряджень начальників поліції, місцевих комендантів та чиновників німецької цивільної влади. Голові району заборонялося самостійно проводити будь-які заходи без дозволу німецьких посадовців. Згідно з організаційним планом у структуру районової управи входило 12 відділів. Штат кожного відділу складався з двох-п’ятьох працівників. Завідувачі відділів були підзвітні голові управи. Винятком був тільки керівник правничого відділу – мировий суддя району, який підпорядковувався безпосередньо гебітскомісару. 
Структуру міських управ, їх штат регламентувала низка розпоряджень органів німецької цивільної адміністрації. Керівник міста підпорядковувався голові району. Заступник голови виконував обов’язки секретаря міської управи та керівника адміністративного відділу. 
Нижчою ланкою у структурі місцевого самоврядування були волосні управи, які створювалися замість ліквідованих радянських сільрад і поширювали свою юрисдикцію на кілька населених пунктів. 
Найнижчою адміністративною ланкою були сільські управи на чолі з виборним старостою і писарем, які було утворено в кожному селі. 
Німецька адміністративна система проіснувала до приходу у Проскурів радянських військ (березень 1944 р.).